# Viva Ned Flanders
«Viva Ned Flanders» es el décimo episodio de la décima temporada de Los Simpson, emitido por primera vez en Estados Unidos el 10 de enero de 1999 en la cadena FOX. Su argumento se centra en la figura de Ned Flanders, el cual revela que tiene sesenta años y siente que no ha sabido vivir la vida al máximo. Por tanto, busca ayuda en su vecino, Homer, quien le lleva de viaje a Las Vegas para mostrarle «la forma correcta de vivir», a pesar de que al final acaban casándose con dos camareras tras haberse emborrachado durante una noche.
David Michael Stern y Neil Affleck se encargaron de la redacción del guion y de la dirección, respectivamente. Asimismo, la revelación de la edad de Ned fue motivo de debate entre el personal de la serie, hasta que la cifra de sesenta años salió a sugerencia de Ron Hauge. Por otra parte, a pesar de que buscaban una interpretación de Bruce Springsteen, en un momento del capítulo suena la canción de «Viva Las Vegas» interpretada por Elvis Presley, mientras que los miembros de The Moody Blues fueron las estrellas invitadas, y se realizaron las primeras apariciones de las camareras Amber y Ginger, cuyas voces fueron puestas por Pamela Hayden y Tress MacNeille, respectivamente. Estas aparecieron más adelante en «Brawl in the Family» de la decimotercera temporada, que fue lanzado a modo de secuela de «Viva Ned Flanders».
En 1999, el episodio fue nominado a un premio Primetime Emmy en la categoría de mejor programa animado, si bien finalmente perdió en favor de King of the Hill. Tras el lanzamiento de la temporada en formato DVD, «Viva Ned Flanders» fue valorado con críticas en su mayoría favorables.

## Sinopsis
Los habitantes de Springfield se concentran alrededor del casino del Sr. Burns, que está a punto de ser demolido. No obstante, una confusión sobre si la tarea debe realizarse mediante explosión o implosión causa que el edificio estalle y forme una enorme nube de humo y polvo. En consecuencia, la familia Simpson acude a un lavadero para limpiar los escombros del coche, lugar en el que Homer observa cómo Ned Flanders obtiene un descuento por ser persona de la tercera edad. En la iglesia, Homer trata de llamar la atención a su vecino por haberse aprovechado de esa rebaja, pero el propio Flanders reconoce que ya tiene sesenta años. Para mantener tan buen aspecto, afirma que solo hay que seguir tres reglas de éxito: vivir limpio, masticar meticulosamente y «una dosis diaria de vitamina Iglesia». Sin embargo, él tampoco ha vivido de forma espontánea, ni nunca ha hecho algo realmente divertido, lo que provoca que los ciudadanos pasen de admirarle a sentir pena.
A disgusto, Ned acaba reconociendo que no ha disfrutado mucho durante su existencia y le pide a Homer que le enseñe el secreto de su deseo por la vida, a cambio de que este último sea su representante legal. Esto hace que ambos se vayan de viaje de lujuria a Las Vegas, acción que provoca nervios en Flanders, pese a la confianza de Homer. Cuando llegan allí, ven haciendo alguna de sus temeridades al capitán Lance Murdock —de «Bart el temerario»—, quien pide un voluntario para su próxima actuación, algo a lo que se ofrece Homer. Posteriormente, comienzan a caminar por un casino llamado «Nero's Palace» —en español: «El palacio de Nerón»— y empiezan a jugar a la ruleta. Ned protesta por esta acción, ya que la prohíbe el séptimo capítulo del Deuteronomio, pero Homer usa esta referencia como número para apostar y gana —aunque en la siguiente ronda lo pierde todo—. Más adelante, se dirigen al bar del casino y terminan emborrachándose, lo que provoca que al día siguiente sufran resaca y se percaten de que se han casado con dos de las camareras del local; la esposa de Homer se llama Amber, mientras que la de Ned tiene de nombre Ginger.
Para deshacerse de ellas, Homer y Ned empiezan a huir arduamente por el casino hasta que son rodeados por el equipo de seguridad del negocio, Gunter y Ernst —de «$pringfield (or, How I Learned to Stop Worrying and Love Legalized Gambling)»—, Drederick Tatum y The Moody Blues. La fuga termina en fracaso y acaban siendo forzados a abandonar el estado, no sin ser informados antes de que no volverán a ser bienvenidos en Las Vegas. Al final, Homer y Ned vuelven con sus auténticas esposas en Springfield caminando.

## Producción

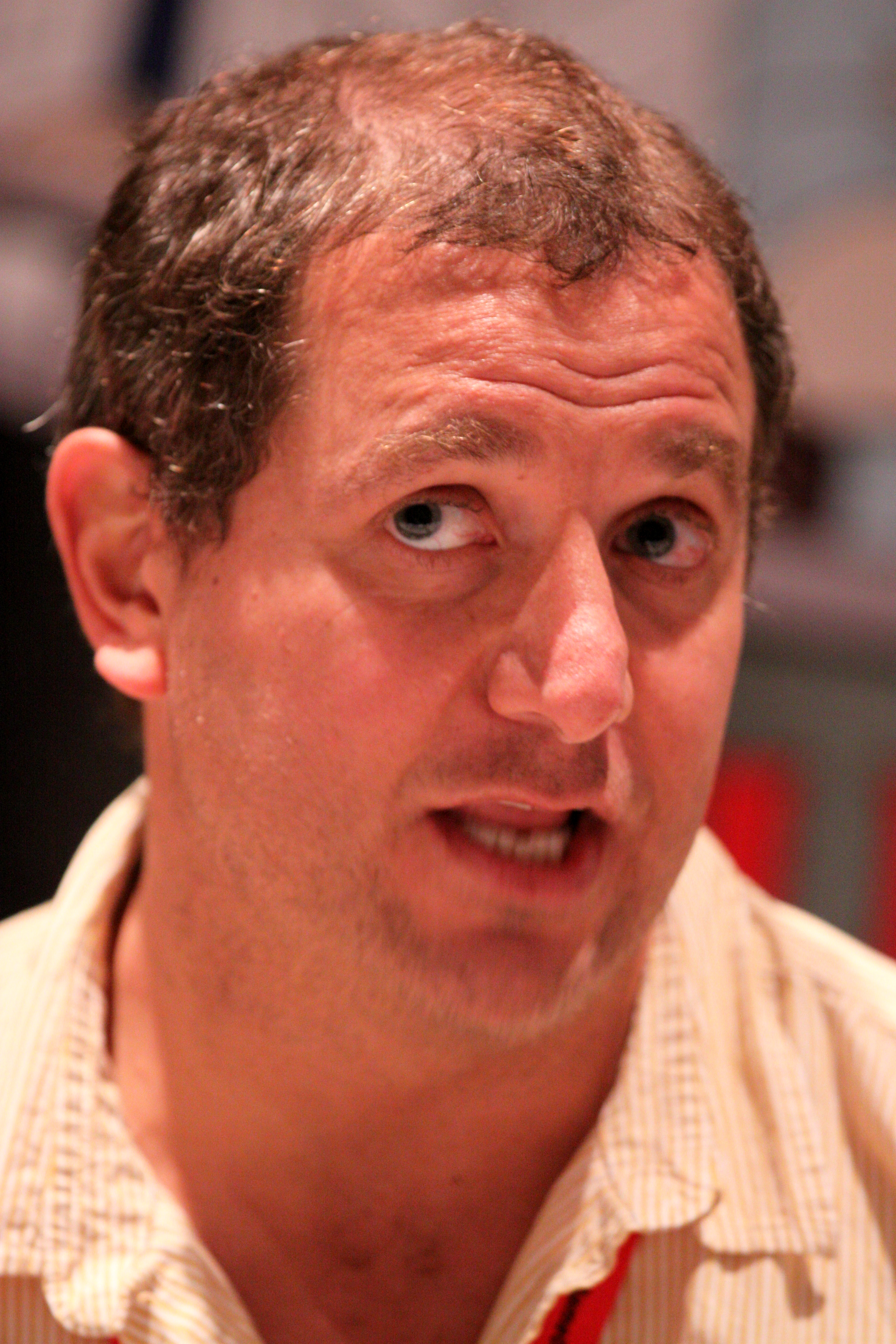
David Michael Stern (en la imagen) fue el guionista del episodio.

La redacción del libreto de «Viva Ned Flanders» fue obra de David Michael Stern, mientras que Neil Affleck se encargó de la dirección. Durante el inicio del episodio, se muestra el casino de Montgomery Burns en demolición mediante implosión. Según el showrunner Mike Scully, hubo «mucha conversación» y noticiarios al respecto en aquel momento. Solo después de la implosión los espectadores se dan cuenta del montón de polvo que se ha desatado, secuencia que fue concebida por los guionistas al percatarse de que cuando se producen este tipo de situaciones «todos quieren estar al lado de ellas» y no saben que el polvo y los asbestos «volar[án] en el aire». En el comentario del episodio en DVD, el director Affleck mencionó que la escena fue muy complicada de animar; llevó alrededor de «cuatro o cinco tomas» en estar bien. Por su parte, Scully afirmó que la implosión lució «fantástica».
La revelación de la edad de Ned también llevó mucho tiempo de discusión entre los guionistas; según Scully, ellos argumentaban sobre «cuántos años podrían sacarle» teniendo en cuenta que ha «vivido una vida tan [moralmente] pura» y ha «cuidado tan bien de sí mismo». El equipo trató de envejecerle al máximo, hasta finalmente debatir una edad de cincuenta y siete o cincuenta y ocho años, si bien en última instancia decidieron subirla a sesenta, después de que Ron Hauge tuviese la idea. Unas pocas semanas antes de la discusión, tras haber descubierto que él era ligeramente mayor que el siguiente guionista más viejo del equipo, Hauge comentó a uno de los redactores, con la voz «razonable más seria» que Flanders tendría sesenta años de edad. En aquel entonces, Hauge tenía «alrededor de cuarenta».
A la mañana siguiente, después de haberse emborrachado con gran intensidad, Homer y Ned aparecen en un jacuzzi durmiendo y con la ropa puesta. Esta secuencia llevó una amplia controversia detrás, ya que el personal no se ponía de acuerdo sobre si deberían ir desnudos o vestidos; por ejemplo, el creador de la serie, Matt Groening, se decantó por la primera opción, ya que «abrir[ía] alguna cuestión». Durante, el proceso de producción, Affleck diseñó una versión alternativa de la secuencia, que estaría basada en su «extensa experiencia en el campo del abuso del alcohol» en su juventud. En esta, el protagonismo recaería sobre el punto de vista de Ned, y mostraría la boca abierta de Homer sumergida en la bañera; Affleck describió el material alternativo como «un poco "fellinesco"» y, por tanto, no cuadraría en el estilo de Los Simpson. Asimismo, Scully también sugirió que Ned vomitase a la pantalla al final de la escena; sin embargo, la idea no fructificó.
La canción que suena durante la persecución en el casino es «Viva Las Vegas» de Elvis Presley. Aunque admitió que no tenía «nada contra Elvis», Scully en un primer momento quería usar una versión «difícil de encontrar» del tema interpretado por Bruce Springsteen. Sin embargo, el showrunner no consiguió hacerse con ella a tiempo y, por tanto, tuvo que recurrir a la de Elvis. En el episodio también destacan The Moody Blues interpretándose a ellos mismos, quienes, según Scully, fueron «muy buenos actores [...e] hicieron un buen trabajo». Asimismo, las camareras Amber y Ginger hicieron sus primeras apariciones aquí y fueron interpretadas por Pamela Hayden y Tress MacNeille, respectivamente. Debido a que, según Al Jean, el final de «Viva Ned Flanders» estaba «suelto», decidieron hacer otros episodios con ellas a modo de secuela. Ambas volvieron a aparecer en «Brawl in the Family» de la decimotercera temporada, en el que localizan el hogar de Homer y Ned; al respecto comentó Jean: «Generalmente, más o menos, si abandonáis a una esposa como las de [Las] Vegas, te ubican». Más adelante, en el episodio de la decimoctava temporada, «Jazzy and the Pussycats», la familia Simpson acude al funeral de Amber, quien había fallecido a causa de sobredosis de drogas. A su vez, el comentarista Don Rickles y el personaje ficticio Lance Murdock contaron con la voz de Dan Castellaneta, quien también interpreta a Homer y a otros personajes del programa.
Affleck describió que el argumento del episodio tenía una calidad «grotesca» y «burlesca», pero «plausible». En una escena, Homer, sin conocer la edad de Ned, acusa a su vecino de defraudar en el lavadero de coches. El director comentó que la secuencia tenía «un toque de music hall» y el escenario de la iglesia se convierte en la «escena de la sala de un juicio». También se dio cuenta de que el viaje de Ned a Las Vegas podría compararse con el de los cristianos al templo de Mammón, una figura que en la Biblia representa la personificación de la riqueza y la avarcia.